# Mühlhausen-Ehingen
Mühlhausen-Ehingen település Németországban, azon belül Baden-Württembergben. Lakosainak száma 4016 fő (2023. december 31.). Mühlhausen-Ehingen Aach, Hilzingen és Engen községekkel határos.

## Népesség
A település népessége az elmúlt években az alábbi módon változott:
| Lakosok száma | 1833 | 2349 | 2859 | 3009 | 3094 | 3427 | 3641 | 3735 | 3668 | 4016 |
|               | 1961 | 1967 | 1974 | 1980 | 1987 | 1993 | 2000 | 2006 | 2013 | 2023 |

## Közlekedés

### Vasút
A településen halad keresztül a Schwarzwaldbahn vasútvonal.